# 弗蘭克·A·巴雷特
弗蘭克·阿洛伊修斯·巴雷特（英語：Frank Aloysius Barrett；1892年11月10日—1962年5月30日），是一位美國共和黨的軍人、律師及政治人物，曾在1943年至1950年期間擔任美國眾議院懷俄明州單一國會選區代表眾議員；1951年至1953年出任懷俄明州州長；以及在1953年至1959年期間擔任懷俄明州聯邦參議員。

## 背景
巴雷特生於內布拉斯加州奧馬哈，是帕特里克·J·巴雷特（Patrick J. Barrett）和伊麗莎白·A·柯倫·巴雷特（Elizabeth A. Curran Barrett）的第八個子女。他在克瑞頓大學修讀法律及科學，同時在郵政局工作。第一次世界大戰期間，巴雷特加入美國陸軍氫氣球軍團兩年入伍，並在1919年5月21日與愛麗絲·凱瑟琳·多諾霍·巴雷特結婚，搬到懷俄明州拉斯克居住。
抵達拉斯克後，巴瑞特好好運用他的法律學位，在1932年到1934年出任奈厄布拉勒縣的縣法官，又在1933年至1935年成為懷俄明州參議院議員，亦當過懷俄明大學的董事。1936年，巴瑞特首次競選聯邦公職，惟最終敗給保羅·古利法。他在1942年再次競選聯邦眾議院席次，此次他取得勝利並服務到1950年。期間，他提名了未來懷俄明州參議員、1978年共和黨州長候選人約翰·C·奧斯特倫德進入安納波利斯海軍學院。
1951年，巴瑞特當選為懷俄明州州長，後於1952年擊敗了連任三屆的州聯邦參議員約瑟夫·C·奧馬孔利而在1953年辭去州長職位；不過，他出任一屆參議員後，就被奧馬孔利的前助手蓋爾·麥吉打敗了。

## 逝世
1962年5月15日，巴雷特確診患上白血病，十五天後就過世，享年69歲，安葬於拉斯克公墓。

## 外部連結
- 弗蘭克·巴雷特的墓地 （页面存档备份，存于）
- 懷俄明州檔案館傳記

| 美国众议院                 | 美国众议院                                                                                    | 美国众议院                    |
| -------------------------- | --------------------------------------------------------------------------------------------- | ----------------------------- |
| 前任者： 約翰·J·麥金太爾   | 懷俄明州單一國會選區 眾議院議員 1943年－1950年                                                | 繼任者： 威廉·哈里森          |
| 官衔                       |                                                                                               |                               |
| 前任者： 亞瑟·G·克拉內     | 懷俄明州州長 1951年－1953年                                                                   | 繼任者： 克利福德·喬伊·羅傑斯 |
| 美国参议院                 |                                                                                               |                               |
| 前任者： 約瑟夫·C·奧馬孔利 | 懷俄明州第1類參議員 1953年－1959年 與萊斯特·C·亨特 愛德華·D·克里帕、約瑟夫·C·奧馬孔利同時在任 | 繼任者： 蓋爾·W·麥吉          |